# Pežma (rijeka)
Pežma (rus. Пежма) je rijeka u Vožegodskom i Verhovažksom rajonu Vologodske oblasti te u Konoškom i Veljskom rajonu Arhangelske oblasti u Rusiji. To je lijevi pritok Vage. Duga je 137 km, s površinom porječja od 1450 km2. Njen glavni pritok je Semženga (lijevi).

## Tok rijeke
Izvor Pežme nalazi se u sjevernom dijelu Vožegodskog okruga. Pežma u početku teče prema istoku, a dio njezina toka tvori granicu između Vožegodskog i Konoškog okruga. Na kraju skreće prema jugoistoku, odlazi od granice i ulazi u Verhovažski rajon. Nizvodno od sela Nikolskaja, dolina Pežme je naseljena. U Nikolskoj, Pešma skreće na sjeveroistok. Na granici između Vologodske i Arhangelske oblasti, Pežma s lijeve strane prima svoju glavnu pritoku, Semžengu. U selu Nikiforovo rijeka skreće na istok, a zatim na jugoistok. Ušće Pežme nalazi se uzvodno od grada Velska i od ušća Kuloja.
Pežma, kao što je karakteristično za rijeke ruskog sjevera, teče u crnogoričnim šumama (tajgi), a sela u dolini su grupirana u proplancima šume blizu jedno drugome. Ove skupine mogu biti odvojene relativno velikim dijelovima riječnog toka. Nizvodno od sela Jelanskaja u Konoškom okrugu, dolina je otvorena, a riječni tok je od tajge odvojen livadama i poljoprivrednim zemljištem.

## Vanjske poveznice
|  | Zajednički poslužitelj ima još gradiva o temi Pežma (rijeka) |